# Lijk op thuisvaart
Lijk op thuisvaart is een hoorspel van Markus John. De TROS zond het uit in het programma Thrillertheater op vrijdag 17 april 1970 (met een herhaling op zondag 19 december 1971). De regisseur was Harry Bronk. De uitzending duurde 35 minuten.

## Rolbezetting
- Tom van Beek (Ruud van Santen)
- Hans Karsenbarg (Simon)
- Paul Deen (Stutz)
- Jos van Turenhout (douanier Groeneweg)
- Tonny Foletta (douanier Van den Ende)
- Willy Ruys (chef grenspost)
- Piet Ekel (centrale post)
- Martin Simonis (helikopterpiloot)
- Jaap Hoogstraten (politiewagen BJ92)
- Frans Vasen (AF23)
- Donald de Marcas (AF8)

## Inhoud
Ruud en Simon zijn in een auto onderweg van Duitsland naar Nederland. Als bij de grenscontrole bij Zevenaar de douane de mannen verzoekt een bepaalde koffer te openen, laat Ruud z’n revolver zien en dwingt hij de man achter in de auto plaats te nemen. In snelle vaart wordt de reis daarna voortgezet en onderweg wordt afgesproken waar de man zal worden afgezet. Hij mag dan eerst zien wat er in de bewuste koffer zit. Stom van verbazing en angst ontdekt hij in de koffer het lijk van een vrouw. Met het pistool in de rug wordt hij gedwongen de trieste inhoud van de koffer bij een bosrand achter te laten en zelf wordt de douanier door de mannen met een klap van het pistool bewusteloos achtergelaten. Inmiddels is het douanekantoor op de hoogte van de verdwijning van douanier Groeneweg…